# God Is in This Story
Singles de Katy Nichole
In Jesus Name (God of Possible)
(2022) Good Lord
(2022)
God Is in This Story est une chanson de Katy Nichole et Big Daddy Weave, musiciens américains de musique chrétienne contemporaine, en tant que deuxième single de son premier extended play, Katy Nichole sorti en 2022. La chanson est coécrite par Katy Nichole et Big Daddy Weave avec Ethan Hulse et Jeff Pardo.
God Is in This Story atteint la première place du classement américain des Hot Christian Songs, et devient le deuxième single de Nichole et le troisième de Big Daddy Weave à figurer au sommet des hit-parades.

## Contexte
Le 10 juin 2022, Katy Nichole et Big Daddy Weave sortent le single God Is in This Story, qui fait suite à la sortie du single de Nichole, In Jesus Name (God of Possible), qui a été numéro un. God Is in This Story est promu conjointement par Centricity Music et Word Entertainment auprès des radios chrétiennes aux États-Unis, et est diffusé sur les stations de radio le 15 juillet 2022.

## Écriture et développement
Katy Nichole explique que cette chanson est née d'une interaction avec quelqu'un qui lui a suggéré d'écrire sur le fait que « Dieu était dans les détails ».
Elle a coécrit la chanson avec Ethan Hulse et Jeff Pardo, puis l'a partagée avec Big Daddy Weave, avec qui elle s'était produite sur certaines dates de leur tournée du printemps 2022.

## Composition
God Is in This Story est composé dans la tonalité de Si, avec un tempo de 73 battements par minute et une signature temporelle musicale de .

## Réception critique
Dans une critique pour 365 Days Of Inspiring Media, Jonathan Andre exprime une opinion positive sur la chanson. Kelly Meade de Today Christian Entertainment écrit une critique favorable de la chanson.

## Performances commerciales
God Is in This Story débute à la 31e place du classement Christian Airplay en date du 2 juillet 2022. La semaine suivante, la chanson démarre à la 31e place du classement Hot Christian Songs, se maintenant simultanément à la 26e place du classement Christian Airplay et débutant à la 4e place du classement Christian Digital Song Sales. La chanson atteint la première place du classement Hot Christian Songs en date du 15 octobre 2022.
God Is in This Story devient le deuxième single de Katy Nichole à figurer dans le classement Hot Christian Songs après In Jesus Name (God of Possible), tout en étant le troisième numéro un de Big Daddy Weave après le single de 2012 Redeemed et le single de 2007 Every Time I Breathe. God Is in This Story atteint la première place du classement Christian Airplay le 29 octobre 2022, devenant le deuxième single de Katy Nichole à figurer dans le classement Christian Airplay, et le septième single de Big Daddy Weave à figurer à la première place du classement Christian Airplay.

## Clip vidéo
Le 10 juin 2022, Katy Nichole publie sur YouTube le clip officiel de la version piano de la chanson.
Le 6 juillet 2022, Katy Nichole publie le clip officiel de la chanson God Is in This Story sur YouTube,. Le clip est réalisé par Diego Brawn et produit par Velasco Visuals.

## Liste des pistes
Toutes les pistes ont été produites par Jeff Pardo.
| God Is in This Story | God Is in This Story                            | God Is in This Story | God Is in This Story | God Is in This Story | God Is in This Story | God Is in This Story | God Is in This Story | God Is in This Story | God Is in This Story |
| No                   | Titre                                           | Durée                |                      |                      |                      |                      |                      |                      |                      |
| -------------------- | ----------------------------------------------- | -------------------- | -------------------- | -------------------- | -------------------- | -------------------- | -------------------- | -------------------- | -------------------- |
| 1.                   | God Is In This Story                            | 3:28                 |                      |                      |                      |                      |                      |                      |                      |
| 2.                   | In Jesus Name (God of Possible)                 | 3:42                 |                      |                      |                      |                      |                      |                      |                      |
| 3.                   | In Jesus Name (God of Possible) (Piano Version) | 3:40                 |                      |                      |                      |                      |                      |                      |                      |
| 10:1                 |                                                 |                      |                      |                      |                      |                      |                      |                      |                      |

## Personnel
Les crédits proviennent de AllMusic.
- Jacob Arnold — batterie, percussions
- Chris Bevins — montage
- Big Daddy Weave - artiste principal, chant
- Mike Cervantes — mastering
- Court Clement — guitare acoustique, Bouzouki, guitare électrique, guitare, mandoline, guitare Pedal Steel
- Nickie Conley — chœurs
- Jason Eskridge — chœurs
- Tony Lucido - basse
- John Mays — A&R
- Wil Merrell — chœurs
- Sean Moffitt — Mixage
- Katy Nichole - chœurs, artiste principal, chant
- Jeff Pardo — chœurs, claviers, piano, producteur, programmation, basse synthétiseur
- Kiley Phillips — chœurs

## Classements
| Classements (2022)               | Peak position |
| -------------------------------- | ------------- |
| US Christian Songs (Billboard)   | 1             |
| US Christian Airplay (Billboard) | 1             |
| US Christian AC (Billboard)      | 2             |

| Classement (2022)                | Position |
| -------------------------------- | -------- |
| US Christian Songs (Billboard)   | 33       |
| US Christian Airplay (Billboard) | 29       |
| US Christian AC (Billboard)      | 28       |
| Classements (2023)               | Position |
| US Christian Songs (Billboard)   | 22       |
| US Christian Airplay (Billboard) | 29       |
| US Christian AC (Billboard)      | 36       |

## Historique des versions
| Région     | Date            | Format                    | Label            | Ref.   |
| ---------- | --------------- | ------------------------- | ---------------- | ------ |
| Divers     | 10 juin 2022    | Téléchargement, streaming | Centricity Music | [ 19 ] |
| États-Unis | 15 juillet 2022 | Radio chrétienne          | Centricity Music | [ 3 ]  |